# Obedeni
Obedeni – wieś w Rumunii, w okręgu Giurgiu, w gminie Bucșani. W 2011 roku liczyła 347 mieszkańców.